# Selezioni giovanili della nazionale maschile di pallavolo della Germania
Le selezioni giovanili della nazionale maschile di pallavolo della Germania sono gestite dalla federazione pallavolistica della Germania (DVV) e partecipano ai tornei pallavolistici internazionali per squadre nazionali maschili limitatamente a specifiche classi d'età.
Fino al 1990 hanno rappresentato la Germania Ovest.

## Under-22
La selezione nazionale Under-22 rappresenta la Germania nelle competizioni internazionali dove il limite di età è di 22 anni.
Non ha mai preso parte ad alcun torneo ufficiale.

## Under-21
La selezione nazionale Under-21 rappresenta la Germania nelle competizioni internazionali dove il limite di età è di 21 anni.
| Campionato mondiale | Campionato mondiale |
| Edizione            | Piazzamento         |
| ------------------- | ------------------- |
| 1977                | non qualificata     |
| 1981                | 8º posto            |
| 1985                | non qualificata     |
| 1987                | 4º posto            |
| 1989                | non qualificata     |
| 1991                | 13º posto           |
| 1993                | 13º posto           |
| 1995                | non qualificata     |
| 1997                | non qualificata     |
| 1999                | non qualificata     |
| 2001                | non qualificata     |
| 2003                | 8º posto            |
| 2005                | 9º posto            |
| 2007                | non qualificata     |
| 2009                | non qualificata     |
| 2011                | 10º posto           |
| 2013                | non qualificata     |
| 2015                | non qualificata     |
| 2017                | non qualificata     |
| 2019                | non qualificata     |
| 2021                | non qualificata     |
| 2023                | non qualificata     |

## Under-20
La selezione nazionale Under-20 rappresenta la Germania nelle competizioni internazionali dove il limite di età è di 20 anni.
| Campionato europeo | Campionato europeo |
| Edizione           | Piazzamento        |
| ------------------ | ------------------ |
| 1966               | 14º posto          |
| 1969               | 13º posto          |
| 1971               | 10º posto          |
| 1973               | 15º posto          |
| 1975               | 12º posto          |
| 1977               | 6º posto           |
| 1979               | non qualificata    |
| 1982               | 2º posto           |
| 1984               | 8º posto           |
| 1986               | 3º posto           |
| 1988               | 11º posto          |
| 1990               | 3º posto           |
| 1992               | 6º posto           |
| 1994               | non qualificata    |
| 1996               | non qualificata    |
| 1998               | 8º posto           |
| 2000               | 9º posto           |
| 2002               | 3º posto           |
| 2004               | 3º posto           |
| 2006               | 9º posto           |
| 2008               | 2º posto           |
| 2010               | 6º posto           |
| 2012               | 8º posto           |
| 2014               | non qualificata    |
| 2016               | 6º posto           |
| 2018               | 5º posto           |
| 2020               | 8º posto           |
| 2022               | non qualificata    |

## Under-19
La selezione nazionale Under-19 rappresenta la Germania nelle competizioni internazionali dove il limite di età è di 19 anni.
| Campionato mondiale | Campionato mondiale |
| Edizione            | Piazzamento         |
| ------------------- | ------------------- |
| 1989                | non qualificata     |
| 1991                | non qualificata     |
| 1993                | non qualificata     |
| 1995                | non qualificata     |
| 1997                | non qualificata     |
| 1999                | non qualificata     |
| 2001                | non qualificata     |
| 2003                | non qualificata     |
| 2005                | non qualificata     |
| 2007                | 10º posto           |
| 2009                | non qualificata     |
| 2011                | non qualificata     |
| 2013                | non qualificata     |
| 2015                | 13º posto           |
| 2017                | non qualificata     |
| 2019                | 13º posto           |
| 2021                | 8º posto            |
| 2023                | non qualificata     |

| Campionato europeo | Campionato europeo |
| Edizione           | Piazzamento        |
| ------------------ | ------------------ |
| 1995               | non qualificata    |
| 1997               | non qualificata    |
| 1999               | 2º posto           |
| 2001               | 5º posto           |
| 2003               | 4º posto           |
| 2005               | 10º posto          |
| 2007               | 5º posto           |
| 2009               | non qualificata    |
| 2011               | 11º posto          |
| 2013               | non qualificata    |
| 2015               | 4º posto           |
| 2017               | non qualificata    |

| Festival olimpico estivo della gioventù europea | Festival olimpico estivo della gioventù europea |
| Edizione                                        | Piazzamento                                     |
| ----------------------------------------------- | ----------------------------------------------- |
| 2003                                            | 2º posto                                        |
| 2009                                            | 3º posto                                        |
| 2011                                            | non qualificata                                 |
| 2013                                            | non qualificata                                 |
| 2015                                            | non qualificata                                 |
| 2017                                            | non qualificata                                 |
| 2019                                            | 7º posto                                        |
| 2021                                            | 6º posto                                        |
| 2023                                            | non qualificata                                 |

NB: Il XVI Festival olimpico estivo della gioventù europea (edizione del 2021) si è svolto eccezionalmente nel 2022 con nazionali Under-20.

## Under-18
La selezione nazionale Under-18 rappresenta la Germania nelle competizioni internazionali dove il limite di età è di 18 anni.
| Campionato europeo | Campionato europeo |
| Edizione           | Piazzamento        |
| ------------------ | ------------------ |
| 2018               | 1º posto           |
| 2020               | 5º posto           |
| 2022               | 11º posto          |

## Under-17
La selezione nazionale Under-17 rappresenta la Germania nelle competizioni internazionali dove il limite di età è di 17 anni.
Non ha mai preso parte ad alcun torneo ufficiale.